# ماموآرا

ماموآرا هي قرية في الهند. تقع القرية في ولاية جوجارات بغرب الهند. في كوتش أسماء المناطق، التي لديها خط الساحل مع بحر العرب. هناك حوالي 2500 السكان. مع غالبية الهندوس.